# Лянканг-Кангри
Лянканг-Кангри, также Лянкганг-Кангри или Канкар-Пунсум-Норд — горная вершина, расположенная на границе Китайской Народной Республики (Тибетский автономный район) и Королевства Бутан (Центральный дзонгдэй: дзонгхаги Гаса и Вангди-Пходранг), часть горной системы Гималаи.
Абсолютная высота, по разным оценкам, от 7441 до 7534 метров. Относительная высота — 234 метров, поэтому данная вершина является пиком родительской горы Канкар-Пунсум, расположенной на 1,96 километра юго-восточнее.
Покорение вершины затруднено из-за территориальных споров, однако в 1999 году пик покорила японская экспедиция из пяти человек во главе с Киёхикой Сузуки: 4 мая он достиг вершины северо-восточного хребта, а на следующий день, 5 мая, покорил вершину. На тот момент, Лянканг-Кангри являлась второй по высоте непокорённой вершиной мира.